# Piotr Tołstoj (1770–1844)
Piotr Aleksandrowicz Tołstoj (ros. Петр Александрович Толстой, ur. 12 marca 1770, zm. 28 września 1844) – rosyjski hrabia i feldmarszałek.

## Życiorys
Walczył pod dowództwem Suworowa z Turcją i Polską, brał udział w wojnie z Napoleonem, w 1831 r. dowodził wojskami rezerwowymi w czasie powstania listopadowego.
Rosyjski ambasador w Paryżu w latach 1807–1808.
W 1829 odznaczony Orderem Orła Białego. Posiadał również Order Świętego Andrzeja Apostoła Pierwszego Powołania, Order Świętego Aleksandra Newskiego, Order Świętego Jerzego III klasy, Order Świętego Włodzimierza I i II klasy, Order Świętej Anny I klasy, austriacki Order św. Stefana, pruski Order Czarnego Orła i Order Czerwonego Orła, francuską Legię Honorową.